# University of Michigan System
Das University of Michigan System ist ein Verbund staatlicher Universitäten im US-Bundesstaat Michigan. Zu dem System gehören drei Universitäten.

## Standorte
In Klammern sind die Zahlen der Studierenden im Herbst 2020 angegeben.
- University of Michigan in Ann Arbor (wichtigster Standort, 47.907)
- University of Michigan-Dearborn in Dearborn (8.783)
- University of Michigan-Flint in Flint (6.829)

Als Gesamtzahl der Studierenden ergibt sich 63.519.